# The Brothers of Destruction
The Brothers of Destruction – tag team w wrestlingu, składający się z dwóch zawodników – Kane’a oraz The Undertakera. Występowali w federacji World Wrestling Entertainment początkowo na Raw, a później także w rosterze SmackDown. Tag team przez pewien okres posiadał menadżera, którym był Paul Bearer. Później przez krótki okres (2001–2002) valetem drużyny była żona Undertakera - Sara Calaway.

## Kariera tag teamu
Za debiut tag teamu uznaje się tygodniówkę Raw z 24 sierpnia 1998 r., kiedy to The Undertaker menadżerował Kane’a podczas jego walki Hell in a Cell z Mankindem. Na gali SummerSlam, która odbyła się 30 sierpnia 1998 roku Kane i The Undertaker po raz pierwszy zostali określeni mianem „Brothers of Destruction” (pol. bracia destrukcji, bracia zniszczenia) – wtedy The Undertaker walcząc ze Steve’em Austinem nakazał Kane’owi opuszczenie hali po tym jak ten chciał interweniować w jego walce z Austinem. Jesienią 1998 r. pojawiali się w walkach tag teamowych. Później obaj zawodnicy sporadycznie ze sobą feudowali. W 2000 r. ponownie zjednoczyli się w tag teamie by zawalczyć o tytuły WWF Tag Team Championship – zwyciężyli w walce o te tytuły pokonując Edge’a i Christiana, jednakże przez ich dyskwalifikację - zatem pomimo wygranej nie zdobyli tytułów. Od stycznia 2001 zaczęli pojawiać się ponownie w tag teamie.  
Okres od kwietnia do sierpnia 2001 roku stał się najlepszym etapem dla tag teamu. W dniu 19 kwietnia 2001 podczas tygodniówki SmackDown, drużyna sięgnęła po swoje pierwsze mistrzostwo jakim był tytuł WWF Tag Team Championship, pokonując Edge’a i Christiana. Tytuły te stracili 10 dni później na gali Backlash na rzecz teamu Two Man Power Trip (Stone Colda Steve’a Austina i Triple H’a).
Największy sukces jaki odniósł ten tag team przypadł dopiero w sierpniu 2001 roku. Najpierw na tygodniówce SmackDown z 9 sierpnia drużyna zdobyła WCW World Tag Team Championship pokonując Chucka Palumbo i Seana O’Haire’a, a następnie 10 dni później, na gali SummerSlam sięgnęli po kolejne tytuły – WWF Tag Team Championship od Diamonda Dallas Page’a i Chrisa Kanyona, broniąc jednocześnie pasów WCW World Tag Team Championship i tym samym stając się pierwszymi Unified Tag Team Championami. 17 września 2001 na Raw stracili tytuły WWF Tag Team Championship na rzecz Dudley Boyz. Kolejno na gali Unforgiven, która odbyła się 23 września zdołali obronić tytuły WCW World Tag Team Championship w starciu przeciwko teamowi KroniK (Brian Adams i Bryan Clark), jednakże na SmackDown, które odbyło się kilka dni później (27 września) stracili te tytuły na rzecz Bookera T i Testa. Do końca jesieni 2001 r. nadal występowali w tag teamie.
W latach 2002–2005 rzadko występowali razem. Z kolei w latach 2006–2010 zaczęli pojawiać się sporadycznie, głównie na tygodniówce SmackDown. W 2012 wystąpili na jubileuszowym 1000. odcinku Raw. W 2015 r. krótkotrwale feudowali z The Wyatt Family. W październiku 2018 rozpoczęli feud z D-Generation X.

## W wrestlingu
- Finishery
  - Double Chokeslam
  - Aided Tombstone Piledriver

- Ruchy sygnaturowe
  - Double big boot

- Motywy muzyczne
  - Rollin’ (+ "Burned" Intro) – Limp Bizkit (2000–2001)
  - Graveyard Symphony (+ "Man on Fire" Intro; 2009-obecnie)

## Tytuły mistrzowskie i inne osiągnięcia
- World Wrestling Federation / World Wrestling Entertainment
  - WCW Tag Team Championship (1 x)1
  - WWF Hardcore Championship (1 x) – Kane
  - WWF Intercontinental Championship (1 x) – Kane
  - WWF Tag Team Championship (2 x)

- Nagrody Wrestling Observer Newsletter
  - Worst Worked Match of the Year (2001) vs. KroniK na Unforgiven.
  - Worst Worked Match of the Year (2018) vs. D-Generation X na Crown Jewel

- Pro Wrestling Illustrated
  - Manager of the Year (1998) – Paul Bearer

- CBS Sports
  - Najgorszy Angle Roku (Worst Angle of the Year) (2018) vs Triple H & Shawn Michaels

1Brothers of Destruction zdobyli tytuł na gali SummerSlam (2001), również zachowując pas WWF Tag Team Championship w tym samym czasie – tym samym stali się pierwszym tag teamem będącym Unified Tag Team Championami.

## Galeria

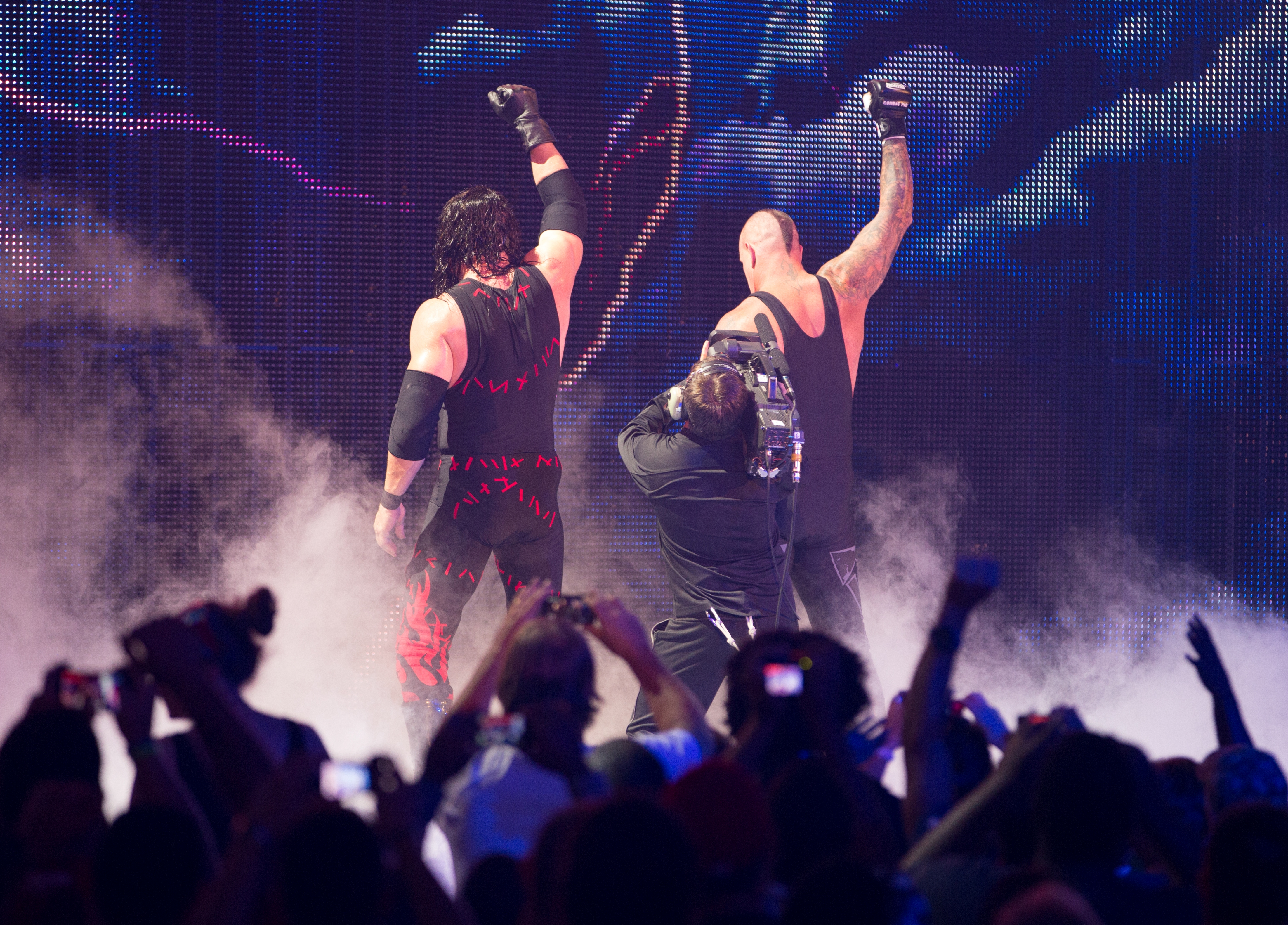
The Brothers o Destruction Podczas 1000. odcinka Raw (23 lipca 2012).
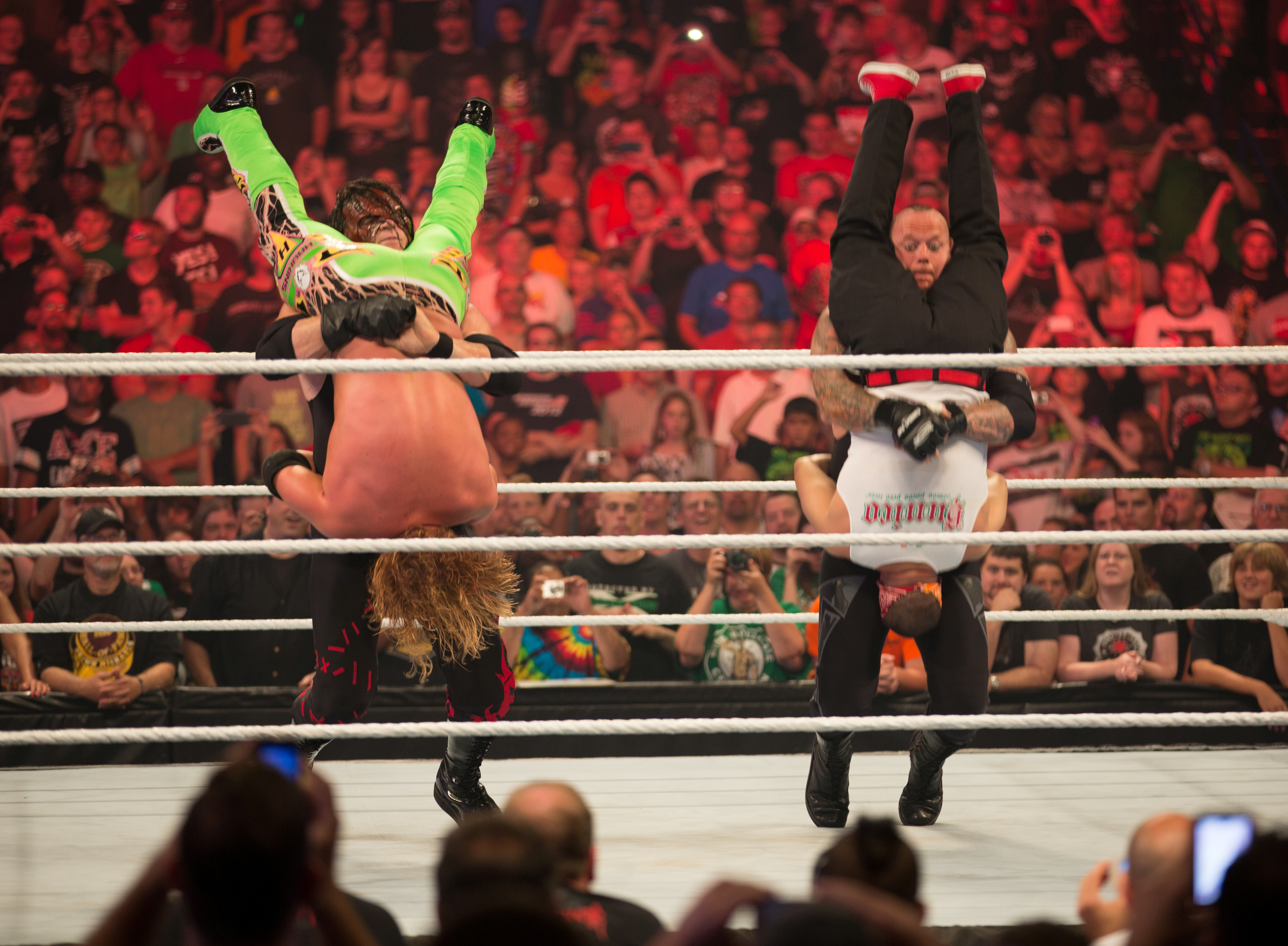
Podówjny Tombstone piledriver wykonywany przez tag team.